# 芝公園
芝公園（日语：／ Shiba-kōen */?）是日本東京都港區的一座公園。一般作為都立芝公園與港區立芝公園的總稱，但同时也是上述公園與周邊的町名。住居表示實施後町名變更為一丁目至四丁目。2013年7月1日為止的地區人口為1,179人。

## 概要
芝公園在1873年（明治6年）開園，是以增上寺為中心的綠地帶（都立公園），與同在東京都内的上野恩賜公園並稱的古老公園。最初是増上寺內的公園地。但戰後的政教分離想法興起，增上寺的公園地成為獨立無宗教色彩、新興遊具與體育設施齊全的都立公園。因此，形成現在圍繞在增上寺周圍的公園地。
公園内有飯店、學校、圖書館等設施，與綠地和步道形成廣大的公園設施。另外，園內還有前方後圓墳的芝丸山古墳、丸山貝塚。
東邊為港區役所，西邊為東京鐵塔，能看見東京鐵塔正面的東側路徑是知名約會與攝影地點。
此外，芝公園的名稱也用作周邊一帶的町名（芝公園一丁目至芝公園四丁目）、地下鐵的站名（都營地下鐵三田線芝公園站）和高速道路的出入口名稱（首都高速都心環狀線芝公園出入口）。

## 沿革

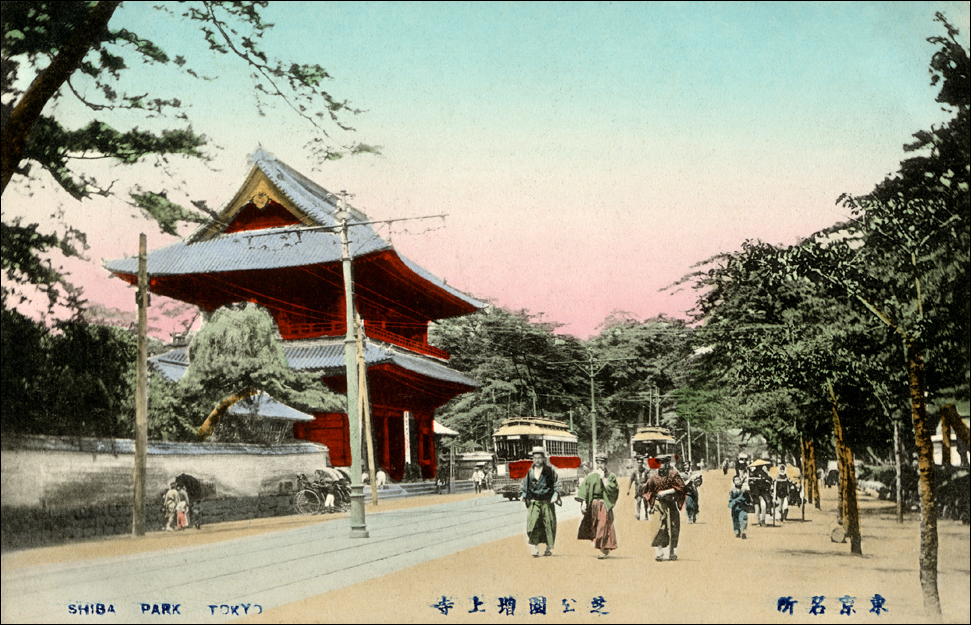
芝公園繪葉書大正時代

- 1598年（慶長3年）－德川家康將增上寺從麴町遷至現址。
- 1873年（明治6年）10月19日－芝公園開園。另外，公園用地分為芝公園地1-25號地。
- 1878年（明治11年）－芝區成立，芝公園編入芝區為東京府芝區芝公園地。
- 1889年（明治22年）5月1日－東京市成立，改為東京市芝區芝公園地。
- 1890年（明治23年），增上寺五重塔（日语：増上寺五重塔）移交芝公園管理。
- 1899年（明治32年）－初代港陸地測量部（日语：陸地測量部）長小菅智淵（日语：小菅智淵）工兵大佐的銅像立於公園内（後因戰時的金屬供出令而撤除）。
- 明治末期，逐漸省略芝公園地的「地」，稱為東京市芝區芝公園。
- 1929年（昭和4年）－芝區役所（現在的港區役所（日语：港区役所 (東京都)））遷至芝公園6號地。
- 1945年（昭和20年）－因戰爭破壞，増上寺内的五重塔（日语：増上寺五重塔）與德川家靈廟燒毀。
- 1947年（昭和22年）－芝區與赤坂區、麻布區合併成立港區，改為東京都港區芝公園。
- 1958年（昭和33年）10月14日－東京鐵塔在芝公園20號地建設完成。
- 1965年（昭和40年）7月1日－芝公園部分地區編入西新橋三丁目。
- 1972年（昭和47年）1月1日－實施住居表示（日语：住居表示），芝公園部分地區編入芝大門一丁目，剩餘的芝公園1-25號地與周邊地區成立現在的芝公園一丁目至四丁目。
- 1977年（昭和52年）9月1日－芝榮町部分地區編入芝公園三丁目、芝公園四丁目。
- 2006年（平成18年）4月1日－基於指定管理者（日语：指定管理者）制度，芝公園交由財團法人東京都公園協會管理（－2011年（平成23年）3月31日止）。

## 住居表示實施前後的町名變遷
| 實施後       | 實施年月日                          | 實施前（各町名部分地區）                                |
| ------------ | ----------------------------------- | ------------------------------------------------------- |
| 芝公園一丁目 | 1972年1月1日 （芝榮町1977年9月1日） | 芝公園5～9號地                                          |
| 芝公園二丁目 | 1972年1月1日 （芝榮町1977年9月1日） | 芝公園10-15號地、芝片門前一丁目、芝片門前二丁目         |
| 芝公園三丁目 | 1972年1月1日 （芝榮町1977年9月1日） | 芝公園3號地・4號地・21-25號地、芝榮町                   |
| 芝公園四丁目 | 1972年1月1日 （芝榮町1977年9月1日） | 芝公園1號地・2號地・16-20號地、芝榮町、麻布飯倉町五丁目 |

### 地名由來
來自於此地的「芝公園」。

## 設施、景點
芝公園一丁目
- 慶應義塾大學藥學部
- 港區役所（日语：港区役所 (東京都)）
- 勞動委員會會館
- 芝公園郵便局
- 芝公園飯店（日语：芝パークホテル）
- 芝大門前大廈（日语：芝大門フロントビル）
- 芝公園入口

芝公園二丁目
- 達文西芝公園（舊芝公園大廈）
- 芝大門飯店

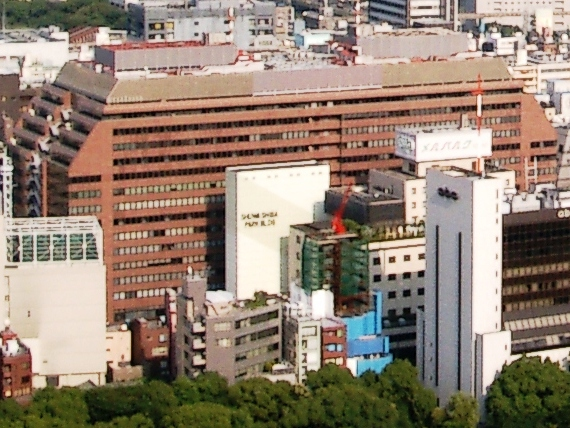
達文西芝公園
（舊芝公園大廈）

- Aqua Field芝公園五人制足球場（アクアフィールド芝公園フットサル場）
- Hotel ComSoleil 芝‧東京（ホテルコンソレイユ芝・東京）
- Mielparque東京（日语：メルパルク東京）

芝公園三丁目
- 芝中學校、高等學校（日语：芝中学校・高等学校）
- 正則高等學校（日语：正則高等学校）
- 港區立御成門小學校（日语：港区立御成門小学校）
- 港區立湊圖書館
- 御成門站
- 東京王子飯店（日语：東京プリンスホテル）
- 芝給水所公園運動場　多目的運動廣場
- 東京都水道局芝給水所
- 荷蘭大使館
- 荷蘭王國大使官邸－昭和3年建造的洋館。
- 機械振興會館
- 芝公園
- 金地院
- 永井坂（日语：永井坂）

芝公園四丁目
- 東京鐵塔
- 東京鐵塔攝影棚（日语：東京タワースタジオ）（舊東京鐵塔芝公園攝影棚）
- 增上寺
- 東京皇家王子大飯店花園塔（日语：プリンスホテル）
- 芝公園出口
- 芝公園站
- 芝東照宮（日语：芝東照宮）
- 芝公園
- 芝丸山古墳－都心最大級的前方後圓墳。
- 明德幼稚園
- 芝公園軟式棒球場
- 芝公園網球場

## 交通

### 鐵路
- 東京都交通局
  - 都營地下鐵三田線

-芝公園站(I05)-御成門站(I06)-

### 巴士
- 東京都交通局（都營巴士）
  - 東京鐵塔（橋86、濱95）

- 富士快線（日语：フジエクスプレス）（港區社區巴士（日语：ちぃばす））

芝路線、麻布東路線
- - 御成門站
  - 港區役所
  - 芝公園站

## 備註
1. ↑  .   [2013-08-07]. （原始内容存档于2014-01-06）.
2. ↑  港区公式ホームページ／2013年7月（町丁目別人口・世帯数（芝地区総合支所管内））

## 外部連結
- 財団法人東京都公園協会 公園へ行こう! 日本で最も古い公園の一つ 芝公園